# Omikron Columbae
Omikron Columbae ( ο Columbae, förkortat Omikron Col,  ο Col) som är stjärnans Bayerbeteckning, är en stjärna belägen i västra delen av stjärnbilden Duvan. Den har en skenbar magnitud på 4,81, och är synlig för blotta ögat där ljusföroreningar inte förekommer. Den skenbara magnituden reduceras med en absorptionsfaktor på 0,06 på grund av mellanliggande interstellärt stoft. Baserat på en årlig parallaxförskjutning på 30,82 mas, beräknas den befinna sig på ett avstånd av 105,8 ljusår (32,4 parsek) från solen.

## Egenskaper
Omikron Columbae är för närvarande i ett utvecklingsstadium mellan underjätte och jättestjärna av typ K och, beroende på källa, av spektralklass K1 III eller K1 IV. Stjärnan har en uppskattad massa som är 1,57 gånger solens massa och en radie som är omkring 5 gånger solens radie. Den avger omkring 15 gånger mer energi än solen från dess yttre atmosfär vid en effektiv temperatur på 4 936 K.
Omikron Columbae roterar långsamt med en projicerad rotationshastighet på 1,2 km/s, och är cirka 2,2 miljarder år gammal. Den har en hög egenrörelse som kan vara en gemensam egenrörelse med objektet WISE J051723.87-345121.8. De två har en vinkelseparation på 159 bågsekunder.